# Hemiaulax
Hemiaulax — род жужелиц из подсемейства Harpalinae.

## Описание
Три последних брюшных стернита, помимо обычных щетинковых шпор, голые. Верхняя часть тела обычно одноцветно чёрная.

## Систематика
В составе рода:
- Hemiaulax himalayensis (Dellabeffa, 1931)
- Hemiaulax dentipennis (Bates, 1892)